# مسجد نورالدین
مسجد نورالدین (به آلمانی: Nuur-ud-Din-Moschee) مسجدی در شهر دارمشتات، متعلق به انجمن مسلمانان جنبش احمدیه آلمان که با شیوه معماری مدرن بنا شده‌است.